# Première Nation de Curve Lake
La Première Nation de Curve Lake (en ojibwé : Oshkiigmong) est une Première Nation (au sens de « bande indienne ») mississauga dont le territoire traditionnel est situé dans le comté de Peterborough en Ontario. La Première Nation de Curve Lake occupe trois réserves : Curve Lake First Nation 35, Curve Lake 35A et Islands in the Trent Waters 36A. La dernière de ces réserves est partagée avec la Première Nation Hiawatha et la Première Nation des Mississaugas de Scugog. La Première Nation de Curve Lake compte 2 766 membres inscrits en août 2022, soit 803 membres inscrits de la bande vivant à Curve Lake et 1 950 autres membres vivant hors réserve.

## Histoire
La communauté ojibwée de Curve Lake trouve ses origines en 1829 lorsqu'une petite bande s'installe autour du lac Curve et du lac Mud. La communauté devient officiellement une réserve en 1837. En 1964, les noms de la bande et de la réserve sont modifiés : la Bande 35 de Mud Lake devient la Première Nation de Curve Lake et la réserve indienne de Mud Lake 35 devient la réserve indienne de la Première Nation de Curve Lake 35 .

## Gouvernance
La Première Nation de Curve Lake adopte un code électoral propre après un vote d'approbation communautaire en 2015. Le conseil de la Première Nation est depuis composé d'un chef et de huit conseillers. Le chef actuel est Keith Knott. Les conseillers sont Jeff Jacobs, Laurie Hockaday, Nodin Knott, Kenny Jacobs, Steve Toms, Arnold Taylor, Deborah Jacobs et Sean Conway. Leur mandat de trois ans a débuté en juin 2022.

## Personnalités liées
- Cara Gee, actrice
- Drew Hayden Taylor, chroniqueur et dramaturge